# 大维什纽
大维什纽，是匈牙利赫维什州所辖的一个村。总面积43.02平方公里，总人口947，人口密度22.0人/平方公里（2011年1月1日）。